# Theresa Griffin
Pour les articles homonymes, voir Griffin.
Theresa Griffin, née le 11 décembre 1962 à Coventry, est une femme politique britannique, membre du Parti travailliste. Elle est députée européenne de 2014 à 2020 et fait partie du groupe de l'Alliance progressiste des socialistes et démocrates au Parlement européen. Elle devient membre de la chambre des Lords le 16 janvier 2025.

## Biographie

### Formation et carrière
Theresa Griffin est né à Coventry, dans les Midlands de l'Ouest, au sein d'une famille de migrants irlandais. Son père était machiniste dans l'entreprise British Leyland et sa mère une assistante d'éducation. Griffin étudie à la Bishop Ullathorne Comprehensive school puis à l'université de Lancaster, d'où elle sort diplômée d'une maîtrise d'art dramatique.
Après avoir occupé divers emplois dans le domaine des arts et du théâtre, elle se spécialisé dans la politique culturel, devenant en 1998 directrice des communications et de la recherche du conseil des arts de la région du Nord-Ouest. Puis, de 2009 à 2014, Theresa occupe des fonctions d'administratrice au sein du syndicat UNISON.

### Carrière politique
Membre du parti travailliste depuis 1988, Theresa Griffin est membre du conseil municipal de Liverpool de 1994 à 1998. En tant quand conseillère municipale, elle est chargée de la commission développement économique et affaires européennes, contribuant ainsi à la mobilisation de milliards de livres d'investissement dans la région de Liverpool.
Après s'être présentée à trois reprises, en tant que candidate travailliste, aux élections européennes, en 1999, 2004 et 2009, elle remporte finalement l'un des huit sièges de la circonscription d'Angleterre du Nord-Ouest en 2014.
Au sein du Parlement européen, Griffin est membre à part entière et porte-parole du parti travailliste de la Commission de l'industrie, de la recherche et de l'énergie.